# 文化大革命的起源
《文化大革命的起源》（英語：The Origins of the Cultural Revolution），马若德著，是中国之外研究文化大革命起源问题的一部很有代表性和影响力的专著。

## 内容
作者认为，对文化大革命起源的分析应开始于1956年，此年国内国际有两个关键事件：中国的合作化完成，苏联共产党第二十次代表大会召开。此后中国用五年时间谋求经济上的突破，最终于1960年结束大跃进。到1960年代中期，毛泽东认为必须防止走苏联的修正主义道路，“文化大革命，首先是毛试图为中国开创一条新的道路。”

## 出版
第一卷《人民内部矛盾，1956-1957年》（英語：Contradictions Among the People, 1956-1957），第二卷《大跃进，1958-1960年》（英語：The Great Leap Forward, 1958-1960），第三卷《浩劫的来临，1961-1966年》（英語：The Coming of the Cataclysm, 1961-1966），分别于1974、1983、1997年出版。第一、二卷中译本曾由求实出版社、河北人民出版社于1989年出版，有删减，香港新世纪出版社2012年10月出版了三卷全译本，增补了原中译本删减部分。

## 评论
- 费正清：麦克法夸尔精挑细选和修复了大量在毛的最后10年（1966-1976）中出版的文献，找出了导致灾难的毛主义政策的根源及其变迁。尚无人对“大跃进”做出过如此精辟和全面的总结。[3]
- 刘魁栋认为该书可取之处有：资料丰富、观点独特、方法新颖（动态分析、定量分析、人际关系分析）。[4]宫力认为该书特点有：视野开阔、立足反思、方法新颖、注重人物。[5]
- 丁学良：作者的文革前史三部曲，开创了西方研究文革的新领域。完整的中译本终于问世，必将推动对文革更深入的研究。[6]
- 沈志华：据我的观察，到目前为止，在国际学界（包括中国）关于中国的「无产阶级文化大革命」历史及其起源的研究中，麦克法夸尔教授的这套书是最优秀的著作。无论是从史料的梳理，史实的把握，还是从逻辑的分析，它都显示出一位熟知中国历史的外国史学家的功力。相信这套书会给中国读者带来一个全新的视野，并有助于他们了解和研究自己的历史。[6]
- 杨奎松：麦克法夸尔的这套书，称得上是西方学者研究中国文化大革命史的开山之作，也是今人了解中华人民共和国历史的必读书之一。[6]
- 裴敏欣：麦克法夸尔教授的文革史是研究中共高层政治的少有的杰出著作。它从毛泽东时代政治精英的意识形态与政策分歧和权力斗争来解释文革的政治起源。由于麦克法夸尔教授对史料的严谨的研究和细腻与深刻的分析，这部文革三卷史已成为中国学的经典作品之一。[6]
- 周言：《文化大革命的起源》三卷本早已享有盛誉，从“文革”研究史的学术史而言，其较早确立了文化大革命研究的基本框架。[7]
- 董郁玉：“《起源》对来自官方与民间的海量历史资料条分缕析，多方考证，细致甄别，贯通因果，以至句句有根，事事有据，其旁征博引的史料之多，所述的历史事件之多，在中外文革研究领域中，尚不见出其右者。”“从国家政治的角度契入构成文革起源的国家政治运作，把文革作为国家政治发展过程中的一个现象进行研究。”[8]
- 金冲及：胡绳认为该书“臆测居多”。[9]